# Verstă
Versta este o veche unitate de măsură rusă (верста) echivalentă cu 1,0668 km (1 066,781 metri) sau 3500 de picioare engleze.
O verstă pătrată e egală cu 1,138 km².